# Шостак Дмитро Сергійович
Дмитро Сергійович Шостак (нар. 2 червня 1986, Корець) — український поет та перекладач із англійської мови.

## Життєпис
Дмитро Шостак народився у Корці. З 1988 року жив у Рівному. У 1993—2003 роках навчався у Рівенській загальноосвітній школі № 25. 2003 року Дмитро Шостак вступив на факультет перекладачів Київського державного лінгвістичного університету й у 2008-му здобув диплом спеціаліста за спеціальністю: філолог, викладач і перекладач англійської мови.
У 2011—2016 роках він працював штатним перекладачем на каналі «Україна». З серпня 2016 року обіймає посаду редактора на каналі НЛО TV. Був літературним редактором діалогів фільму «Інфоголік».
Дмитро Шостак працює в галузі художнього перекладу з 2008 року. З 2011 року професійно перекладає художню літературу з англійської мови у вільний від основної роботи час. На замовлення каналу QTV переклав із англійської окремі серії мультсеріалів «Сімпсони», «Футурама», «Південний парк», «Анти Голод Аква Молодь» та інших. Цілковито переклав два перші сезони мультсеріалу «Суперв'язниця!».
Дмитро Шостак здійснив неофіційний переклад другого і третього сезонів британського ситкому «Книгарня Блека» на замовлення творчої спільноти «Струґачка».

## Доробок
- «Звіршики»[1]

### Переклади
- Річард Бах. Джонатан Лівінгстон, мартин. — К.: КМ-Букс, 2016. — 128 с. — ISBN 978-617-538-428-2.
- Річард Бах. Ілюзії. — К.: КМ-Букс, 2016. — 128 с. — ISBN 978-617-7409-16-7.
- Річард Бах. Ілюзії ІІ. Пригоди учня мимохіть. — К.: КМ-Букс, 2018. — 96 с. — ISBN 978-617-7535-66-8.
- Джеф Кінні. Щоденник слабака. Книга 1. — К.: КМ-Букс, 2014. — 224 с. — ISBN 978-617-538-328-5.
- Річард Бах. Ілюзії. Пригоди месії мимохіть. — К.: КМ-Букс, 2016. — 128 с. ISBN 978-617-7409-16-7.
- Джеф Кінні. Щоденник слабака. Книга 3. Остання крапля. — К.: КМ-Букс, 2016. — 224 с. — ISBN 978-617-7409-81-5.
- Джеф Кінні. Щоденник слабака. Книга 7. Третій зайвий. — К.: КМ-Букс, 2018. — 224 с. — ISBN 978-617-7535-73-6.
- Стівен Кінг. Про письменство. Мемуари про ремесло. — Харків: КСД, 2017. — 272 с. — ISBN 978-617-12-3427-7.
- Девід Оґілві. Про рекламу. — Харків: КСД, 2019. — 288 с. — ISBN 978-617-12-5423-7.